# Адам Даниел Ротфелд
А̀дам Да̀ниел Ро̀тфелд (на полски: Adam Daniel Rotfeld) (роден на 4 март 1938 г. в Пшемишляни) е полски дипломат, занимава се с изследване на международните отношения, професор по хуманитарни науки, вицеминистър на външните работи в годините 2001 – 2005, през 2005 г. е министър на външните работи.

## Биография

### Детство
Роден е в Пшемишляни, близо до Лвов, в семейство с еврейско потекло; син на адвоката Леон Ротфелд и неговата жена Берта. Родителите му са убити от немците през 1943 г. в Пшемишляни. От края на 1941 г. е укриван в манастир в Унив от гръко-католически духовници от ордена на студитите. В манастира живее под името Червински. Към истинското си име се връща няколко години след войната. През 1951 г. благодарение на усилията на Полското посолство в Москва е репатриран в Полша, където живее в Дом на детето № 2 в Краков.

### Образование
През 1955 г. завършва гимназията „Аугуст Витковски“ в Краков. През 1954 г. е изключен от организацията Съюз на полските младежи за обида към властта. 1955 – 1960 г. учи в Дипломатическо-консулския факултет към Централното дипломатическо училище във Варшава, където получава магистърска степен по международно публично право. После следва журналистика във Варшавския университет (1960 – 1962). През 1969 г. получава докторска степен по правни науки в Юридическия факултет на Ягелонския университет въз основа на дисертацията за правото на народите за самоопределение в съвременната система на международното право. През 1990 г. става хабилитиран доктор по хуманитарни науки, а през 2001 г. получава титлата професор по хуманитарни науки.

### Професионална дейност
1961 – 1989 г. работи в Полския институт по международни отношения във Варшава, където първоначално работи като редактор (1961 – 1962), след това като секретар в редакцията на изданието „Международни отношения“ (1962 – 1968), а от 1964 г. като заместник главен редактор. През 1969 г. е назначен за адюнкт в катедрата по Европейска сигурност на Полския институт по международни отношения, а през 1978 г. става ръководител. 1974 – 1975 взима участие в Конференцията за сигурност и сътрудничество в Европа като член на полската делегация в Женева, както и в срещите, които се провеждат в Белград, Мадрид и Виена. През 1989 г. става ръководител на изследователския проект в Стокхолмския международен институт за изследване на мира, където през 1991 г. го избират за директор за период от пет години, а после го преизбират до юни 2002 г. 
През 2000 г. е назначен за член на Съвета за национална сигурност от президента Александър Квашневски.
На 15 ноември 2001 г. става заместник-държавен секретар в Министерството на външните работи по време на правителството на Лешек Милер, а от 30 юни 2003 г. става държавен секретар. На 5 декември 2005 г., след като Влоджимеж Чимошевич е избран за маршал на Сейма, Адам Ротфелд е назначен за министър на външните работи. Заема тази длъжност до 31 октомври 2005 г.
През 2006 г. генералният секретар на ООН го назначава за член, а през 2008 г. – за председател на Консултативния съвет на генералния секретар на ООН по въпросите за разоръжаването.
През януари 2008 г. е назначен за съпредседател на Полско-руската група за трудни въпроси. През август 2009 г. генералният секретар на НАТО го назначава за член на Групата от експерти за изготвяне на нова стратегическа концепция на пакта (т.нар. Група на мъдреците).

### Научна и обществена дейност
1962 – 1964 г. е председател на Студентското дружество на приятелите на ООН в Полша. През 1962 г. става член на Полското сдружение по международно право, а през 1992 – на Международния институт за стратегически изследвания в Лондон. В периода 1995 – 2006 г. е член на научния съвет на Института по изследвания на мира и политика на сигурността в Университета Хамбург.
През 1996 г. става член на Кралската шведска академия на военните науки, през 2001 г. – член на Международния консултативен съвет на Женевския център за демократичен контрол на въоръжените сили, а през 2003 г. на Женевския Център за политика за сигурност. През 2009 г. е част от Международната комисия, която подготвя евроатлантическата инициатива за сигурност. Става член също така на Европейския съвет за външни отношения. Влиза в състава и на научния съвет на Института за политически науки на Полската академия на науките, Института по обществени въпроси, Центъра за източни изследвания. Адам Ротфелд е един от съоснователите и членовете на няколко фондации, като например Център „Бронислав Геремек“ и Фондацията „Ришард Капушчински“. Участва също така в съвета на Фондацията на Александър Квашневски „Amicus Europae“ като негов вицепредседател.
2006 – 2008 г. е преподавател в Collegium Civitas във Варшава. Чете лекции също така в College of Europe в Натолин и в Дипломатическата академия.
През 2011 г. става професор в Института за интердисциплинарни изследвания „Artes Liberales“ на Варшавския университет. През същата година става също така член на Комитета за политически науки на Полската академия на науките, а през 2012 г. – член на Руската академия на науките.
През октомври 2015 г. президентът Анджей Дуда го назначава в Националния съвет за развитие.
Той е инициатор за Варшавската група за размисъл и редактор на публикуваните под нейна егида поредица от доклади, като например: New Political Act for the United Nations (2004), Towards Complementarity of European Security Institutions (2005), Arms Control Revisited: Non-Proliferation and Denuclearization (2009). Под неговата научна редакция излизат сборниците Накъде върви света? (Dokąd zmierza świat?) (Изд. PISM, Warszawa 2008) и Бели петна. Черни петна. Трудните въпроси в полско-руските отношения (Białe plamy. Czarne plamy. Sprawy trudne w relacjach polsko-rosyjskich 1918 – 2008) (ред. заедно с Анатоли Торкунов, Изд. PISM, Warszawa 2010). Автор е на повече от 400 научни публикации, от които над 10 книги, а също така съавтор на близо 20 монографии, около 50 глави в колективни творби и повече от 350 статии. Три от неговите монографии печелят наградата на председателя на Полската академия на науката, Полския институт за международни отношения и министъра на външните работи.

## Награди и отличия
- Голям кръст на Ордена на възродена Полша (2010)
- Командорски кръст със звезда на Ордена на възродена Полша (2005)
- Кавалерски кръст на Ордена на възродена Полша (преди 1989)
- Златен кръст за заслуги (преди 1989)
- Почетен знак „Bene Merito“ (2009)
- Офицерски кръст на Ордена на почетния легион (Франция, 2011)
- Командорски кръст на Ордена на трите звезди (Латвия, 2010)
- Командорски кръст на Ордена за заслуги на Федерална република Германия (Германия, 2005)
- Командорски кръст на Ордена „Полярна звезда“ (Швеция, 2001)
- Сребърен медал на Кралската академия на военните науки (Швеция, 2001)
- Почетен гражданин на Пшемишляни (2004)
- Доктор хонорис кауза на Академията за национална отбрана (2013)

|  | Тази страница частично или изцяло представлява превод на страницата Adam Daniel Rotfeld в Уикипедия на полски. Оригиналният текст, както и този превод, са защитени от Лиценза „Криейтив Комънс – Признание – Споделяне на споделеното“, а за съдържание, създадено преди юни 2009 година – от Лиценза за свободна документация на ГНУ. Прегледайте историята на редакциите на оригиналната страница, както и на преводната страница, за да видите списъка на съавторите. ВАЖНО: Този шаблон се отнася единствено до авторските права върху съдържанието на статията. Добавянето му не отменя изискването да се посочват конкретни източници на твърденията, които да бъдат благонадеждни. |